# Rito dell'Eucaristia

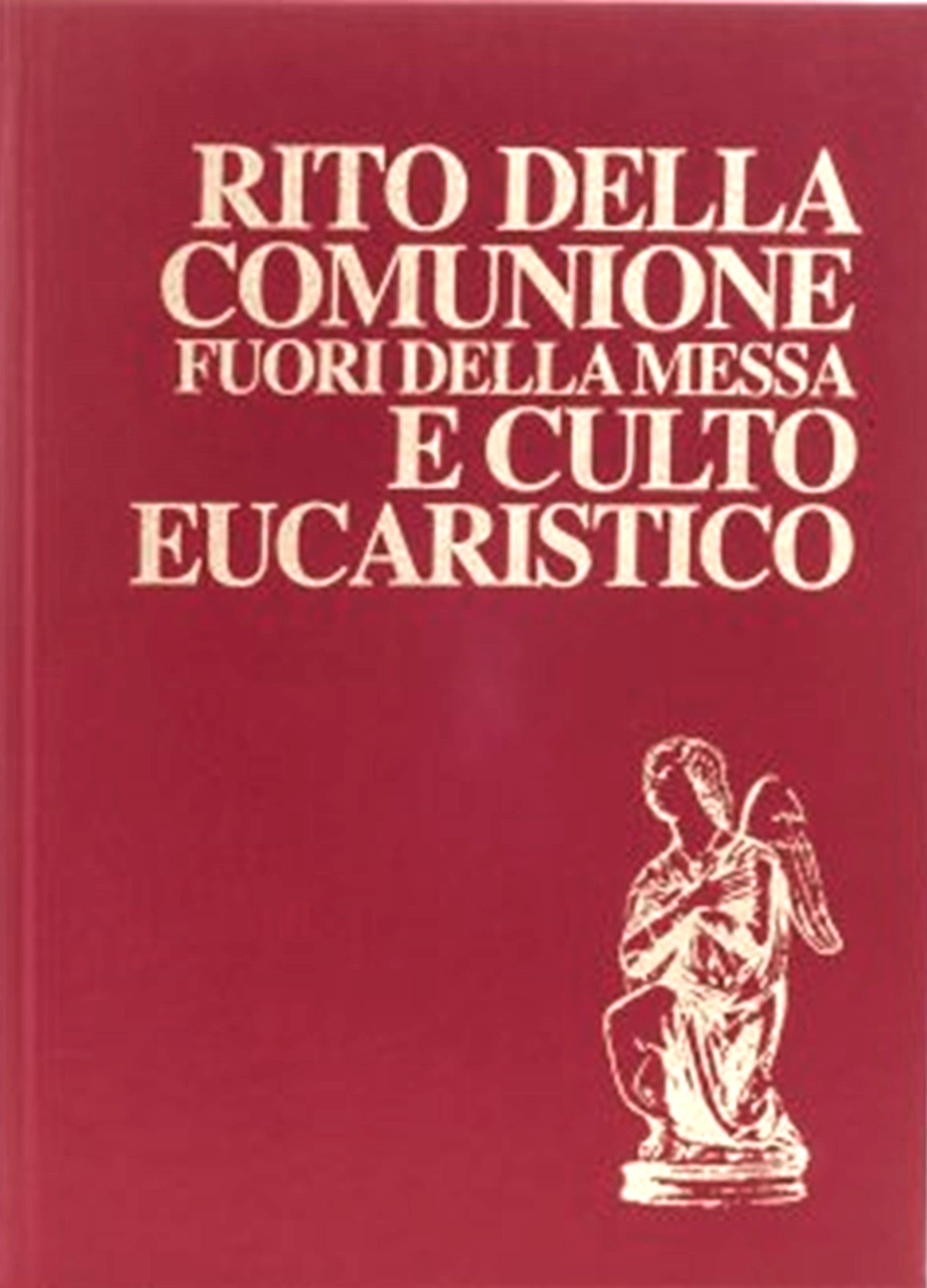
Copertina frontale del libro sul Rito della Comunione fuori della Messa e culto eucaristico

Il Rito dell'Eucaristia o «Rito della comunione fuori della Messa e culto eucaristico» in latino: De sacra communione et de cultu mysterii eucharistici extra Missam, (abbreviato: DCECME) è un testo del Rituale romano per la Comunione e per il culto eucaristico fuori della Messa nella Chiesa cattolica. 
Riformato a norma dei decreti del Concilio Ecumenico Vaticano II fu approvato dal pontefice Paolo VI che ne autorizzò la promulgazione avvenuta con decreto della Sacra Congregazione per il culto divino, il 4 gennaio 1978. 

## Le parti costitutive del Rito dell'Eucaristia
Il suddetto libro comprende: un Indice Generale e tre capitoli.  
- I. La santa comunione fuori della Messa
- II. La santa comunione e il Viatico agli infermi dati dal ministro straordinario
- III. Culto Eucaristico